# Метакаолин
Метакаолин (высокоактивный метакаолин) — силикат алюминия, искусственный порошкообразный материал, продукт обжига (дегидратации) с последующим помолом обогащенных каолиновых глин.

## Получение
Метакаолин получают в результате обжига каолинита (добываемого в виде каолиновых глин) в интервале температур 500—800 °С по реакции:
{\displaystyle \mathrm {Al_{2}O_{3}\cdot 2SiO_{2}\cdot 2H_{2}O\rightarrow Al_{2}O_{3}\cdot 2SiO_{2}+2H_{2}O} }
В результате прохождения эндотермической реакции дегидратации образуется аморфный метакаолинит (метакаолин).
Температура дегидратации зависит от строения слоев исходного минерала. Неупорядоченный каолинит при нагревании дегидратируется при температуре от 530 до 570 °C, упорядоченный каолинит при температуре от 570 до 630 °C. Чтобы получить пуццолан из каолинита необходимо достичь почти полной дегидратации без перегрева, который может вызвать спекание с образованием нереакционноспособного муллит и дефектную Al-Si шпинель. Оптимальные температуры активации варьируются от 550 до 850 ° C, оптимальный диапазон 650—750 °C. По сравнению с другими глинистыми минералами каолинит имеет широкий температурный интервал между дегидратацией и перекристаллизацией, что в значительной степени способствует образованию метакаолина и использованию термически активированных каолиновых глин в качестве пуццоланов.
Метакаолин стабилен до 925 °С, при дальнейшем повышении температуры может переходить в кристаллический малоактивный муллит. Эффективность последующего применения метакаолина как добавки в бетоны зависит от правильного выбора и строгого соблюдения технологических режимов обжига и измельчения. Дегидратированный неупорядоченный каолинит проявляет более высокую пуццолановую активность, чем упорядоченный.
На территории России налажен выпуск метакаолина в промышленном масштабе.

## Свойства
Метакаолин представляет собой порошок от белого до серовато бежевого или розового цветов со средним размером частиц 1-5 мкм. Частицы метакаолина имеют пластинчатую форму, что обусловливает высокую удельную поверхность метакаолина.
Физико-химические свойства метакаолина:удельная поверхность — 1670 м2/кг; истинная плотность — 2,50 г/см3; насыпная плотность — 410 кг/м3; нормальная густота — 46 %; пуццолановая активность — 26 мг/г. В коммерчески доступных продуктах удельная поверхность метакаолина может доходить до 15000-20000 см2/г, пуццолановая активность до более 1000 мг/г. Существенное влияние на пуццолановую активность, и на возможность применения метакаолина как пуццолановой добавки оказывает дисперсность каолина.
По своей химической природе метакаолин существенно отличается от такой активной минеральной добавки как микрокремнезем, представляя собой смесь аморфного кремнезема и глинозема.
За счет аморфного состояния метакаолин имеет высокую пуццолановую активность смешанного алюминатно-кремнеземистого характера. Метакаолин способен связывать щелочи в нерастворимые новообразования, аналогичные по химическому составу цеолитам и полевым шпатам. Это свойство обеспечивает защиту цементным материалам и конструкциям от высолообразования и разрушения в результате силикатнощелочной реакции.
Модифицирующее действие метакаолина в составе вяжущих композиций проявляется в увеличении плотности цементного камня за счет микронаполнения и связывания (пуццоланический эффект) гидратной извести (портландита) а также в усилении эффективности работы ПАВ, вводимых в состав смесей.

## Применение
Метакаолин находит применение как добавка в бетоны и строительные растворы, включая сухие строительные смеси.
При применении метакаолина в производстве гидротехнических, высокопрочных и специальных бетонов удается получать повышенные физико-механические и эксплуатационные свойства материалов при пониженных расходах цемента и пластификаторов. При производстве высокоподвижных и самоуплотняющихся, а также мелкозернистых самонивелирующихся бетонов, метакаолин обеспечивает помимо всего прочего, стабилизацию смеси с высоким водосодержанием, исключает водоотделение и сегрегацию.
Метакаолин сам по себе как микронаполнитель положительно влияет на адгезию растворов к большинству видов подложек.
Метакаолин, применяемый в качестве активной минеральной добавки в бетонных и растворных смесях значительно увеличивает водопотребность, что не позволяет применять его как индивидуальную добавку в больших дозировках. Хотя при этом благодаря развитой форме частиц, интенсивно связывает воду, что обусловливает значительное снижение водоотделения смесей.
Путем смешения метакаолина с пластифицирующее-водоредуцирующими добавками получают органо-минеральные добавки комплексного действия. Комплексная добавка обеспечивает ускорение гидратации цемента и твердения, повышение прочности, водонепроницаемости, морозостойкости и т. д. Мелкодисперсные пластинчатые частицы метакаолина обеспечивают модифицируемым смесям высокую пластичность и стойкость к расслоению, а также отсутствие липкости к инструменту. Эти свойства метакаолина особенно ценны для высокоподвижных смесей, таких как самовыравнивающиеся смеси для полов, самоуплотняющиеся бетоны, а также литьевые ремонтные и анкерные составы.
Высокое содержание аморфного глинозема в метакаолине позволяет применять его в качестве одного из компонентов комплексных безусадочных или расширяющихся вяжущих. Предложена комплексная добавка, содержащий метакаолин и гипс, которая представляет собой расширяющую композицию сульфоалюминатного типа для регулирования усадочных деформаций высокопрочных бетонов. Добавка обеспечивает повышение водоудерживающей способности бетонных смесей и прочности бетона.
Метакаолин может применяться в качестве модификатора для жаростойкого пенобетона, как добавка в гипсовые вяжущие для повышения водостойкости.
Светлый цвет метакаолина позволяет применять его в материалах на основе белого портландцемента или гипса, обеспечивая получение декоративных цветных материалов повышенной надежности и долговечности.